# لارس اولریک
لارس اولریک (دانمارکی: Lars Ulrich؛ زادهٔ ۲۶ دسامبر ۱۹۶۳) نوازندهٔ درام دانمارکی و یکی از اعضای بنیان‌گذار گروه موسیقی هوی متال آمریکایی متالیکا است. اولریک، همراه با جیمز هتفیلد، تقریباً در ترانه‌سرایی همهٔ ترانه‌های متالیکا نقش دارد و این دو تنها اعضای اصلی ماندگار این گروه هستند.
او که پسر بازیکن تنیس توربن اولریک است، در دانمارک به دنیا آمد و در ۱۷ سالگی برای تمرین حرفه‌ای به لس آنجلس مهاجرت کرد. با این حال، اولریک به جای بازی تنیس، شروع به نواختن درام کرد. اولریک پس از انتشار آگهی در روزنامهٔ د ریسایکلر با هتفیلد آشنا شد و متالیکا را پایه‌گذاری کرد.

## زندگی خصوصی
لارس اولریک دو بار ازدواج کرد که هر دو منجر به طلاق شده‌اند. او از سال ۲۰۰۴ تا ۲۰۱۲ با بازیگر دانمارکی کانی نیلسن وارد رابطه شد که حاصل آن یک فرزند است. او در سال ۲۰۱۵ با جسیکا میلر ازدواج کرد.
همچنین او در فیلمی به نام رویاهای رادیویی در نقش خودش با محسن نامجو بازی کرده است.

## مشخصات ساز (کیت درامز)

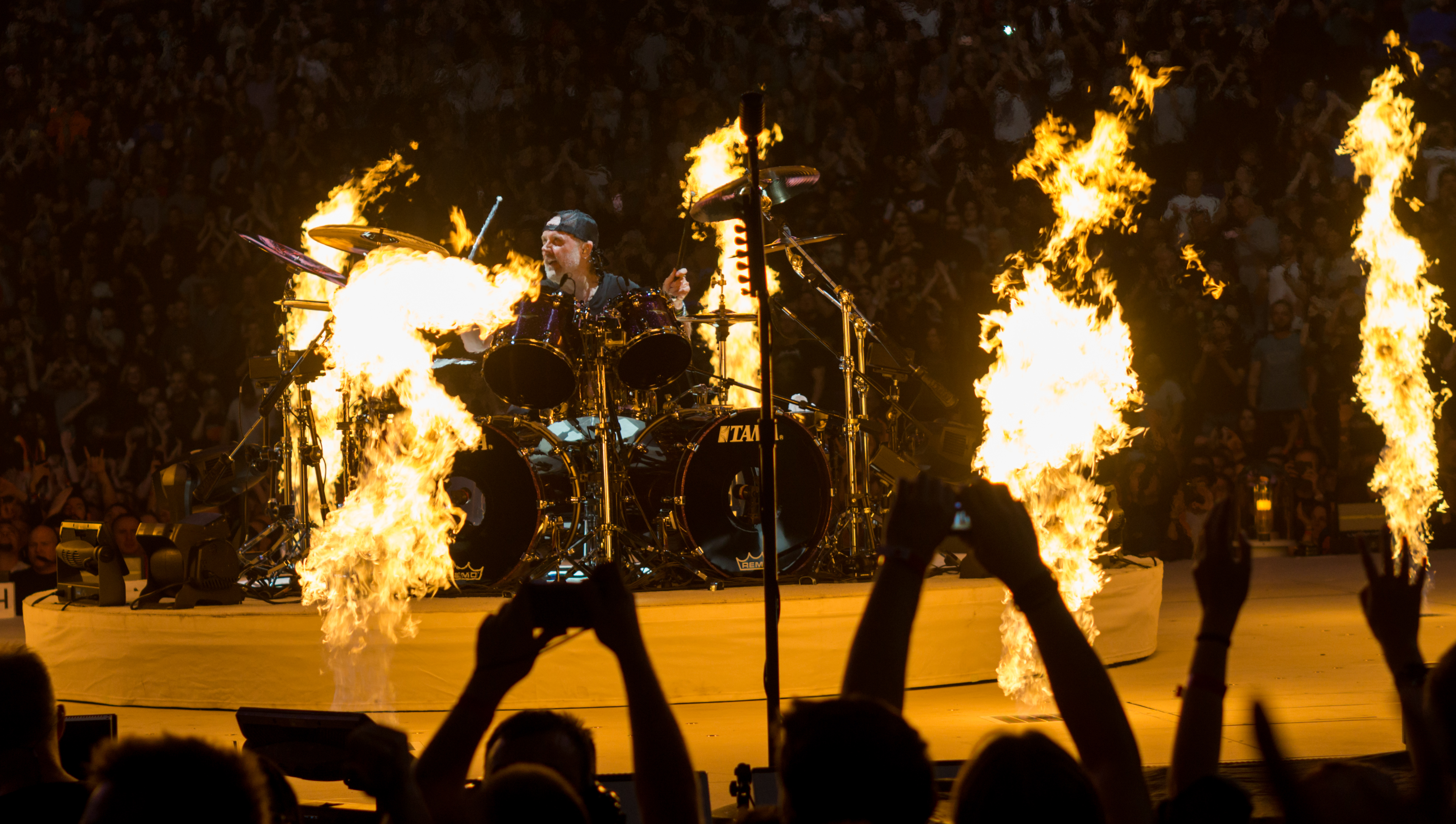
کنسرت اولریک در سال ۲۰۱۷

### کیت مورد استفاده در تورها (۲۰۱۶ تا کنون)
- طبل‌ها - تاما استارکلاسیک ماپل (Tama Starclassic Maple)
  - ۱۰"×۸" تام یک.
  - ۱۲"×۱۰" تام دو
  - ۱۶"×۱۴" تام سه (تام فلور)
  - ۱۶"×۱۶" تام فلور
  - ۲۲"×۱۶" باس (طبل بزرگ) (دو عدد)
  - ۱۴"×6.5" Lars Ulrich Signature Snare Drum اسنر (سایدرام)
    - لارس از اسنر (طبل کوچک) مخصوص به خود در کنسرت‌ها و استودیو استفاده می‌کند که به سفارش و امضا خودش توسط TAMA از جنس استیل تولید شده و کد آن LU1465 می‌باشد که نمایانگر حروف اول اسم و فامیل او و سایز اسنر می‌باشد.
- سنج‌ها Zildjian
  - ۱۴" سنج جفت سفارشی Dyno Beat
  - ۱۷" سنج کرش سفارشی Projection
  - ۱۸" سنج کرش سفارشی Projection (دو عدد)
  - ۱۹" سنج کرش سفارشی Projection
  - ۱۸" سنج Oriental China Trash (به عنوان راید استفاده می‌کند)
  - ۲۰" سنج Oriental China Trash
    - لارس گاهی در اجراهای زنده علاوه بر ست ذکر شده از یک سنج راید پینگ ۲۲ اینچی و در اجراهای اخیر از سنج اسپلش نیز استفاده می‌کند.
- هد درام (پوسته) – Remo
  - تام‌ها – Coated Emperor | Ebony Ambassador
  - باس – Clear Powerstroke 3/Powersonic | Ebony Powerstroke 3
  - اسنر – Coated Controlled Sound | Clear Hazy Ambassador
- هاردور (پایه‌ها) – Tama and Drum Workshop
  - Tama IronCobra Power-Glide Single Pedal (دو عدد)
  - Tama IronCobra Lever-Glide Hi-Hat Stand
  - Tama Roadpro Cymbal Stand w/Counterweight (دو عدد)
  - Tama Roadpro Cymbal Stand (سه عدد)
  - Tama Roadpro Double Tom Stand
  - Tama Roadpro Snare Stand
  - Tama Cymbal Holder (دو عدد)
  - Tama Multi-Clamp (دو عدد)
  - Tama Hi-Hat Attachment
  - Tama Ergo-Rider Drum Throne
  - DW Drop-Lock Hi-Hat Clutch
- استیک‌ها (چوب درام)
  - Ahead Lars Ulrich Signature استیک (از ۱۹۹۴ تا کنون)
  - Calato Regal Tip Lars Ulrich Signature استیک (۱۹۸۱–۱۹۹۳)

## دیسکوگرافی

### با متالیکا
- همه‌شان را بکش (۱۹۸۳)
- سوار بر آذرخش (۱۹۸۴)
- عروسک‌گردان (۱۹۸۶)
- ... و عدالت برای همه (۱۹۸۸)
- متالیکا (۱۹۹۱)
- لود (۱۹۹۶)
- ری‌لود (۱۹۹۷)
- خشم مقدس (۲۰۰۳)
- آهنربای مرگ (۲۰۰۸)
- متصل… به خودتخریبی (۲۰۱۶)
- ۷۲ فصل (۲۰۲۳)

### حضور مهمان
- مرسی‌فول فیت – In the Shadows (مهمان در قطعهٔ "Return of the Vampire … 1993")